# Reggia di Oranienbaum
La Reggia di Oranienbaum (in russo Ораниенба́ум?),  o semplicemente detta Oranienbaum, è una residenza della casa imperiale russa situata sul golfo di Finlandia a Lomonosov, località ad ovest di San Pietroburgo: l'insieme del palazzo, del parco ed il centro della relativa cittadina sono stati proclamati patrimonio mondiale dell'Unesco.

## Storia e descrizione

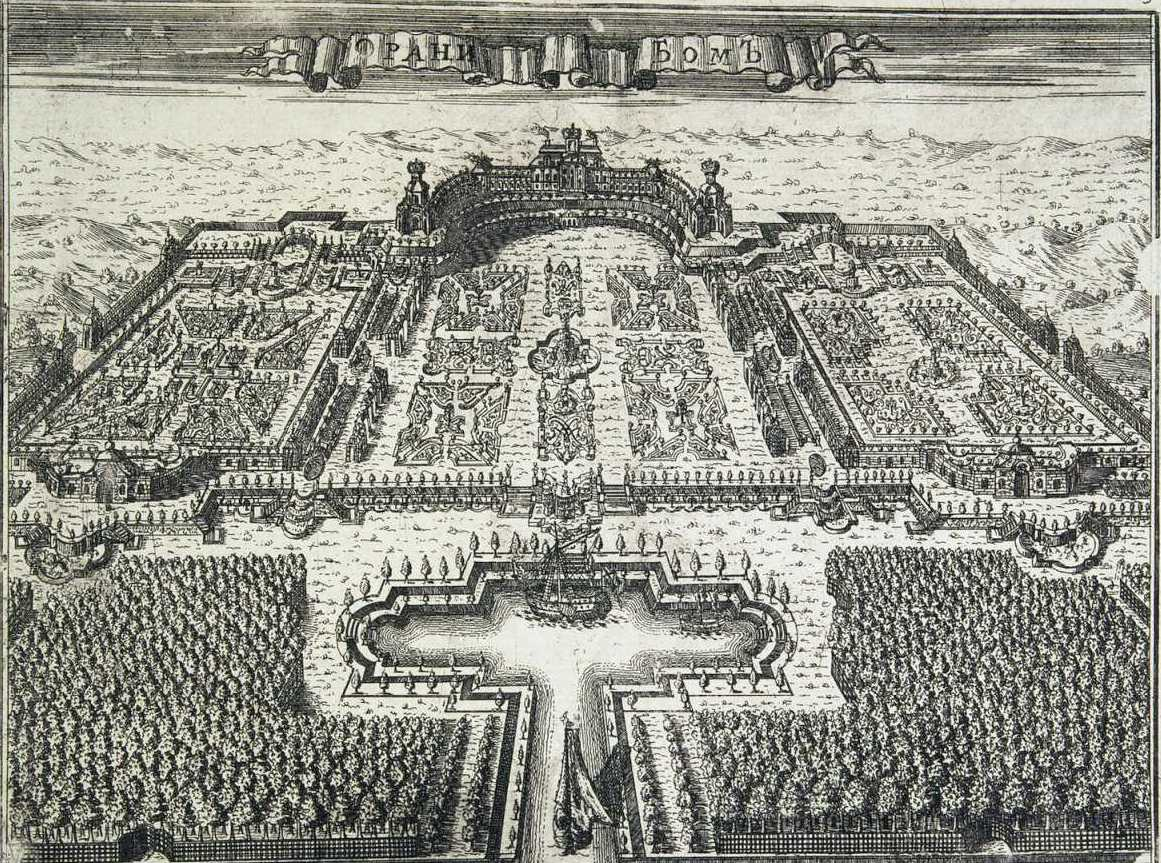
La reggia in una stampa del 1717.

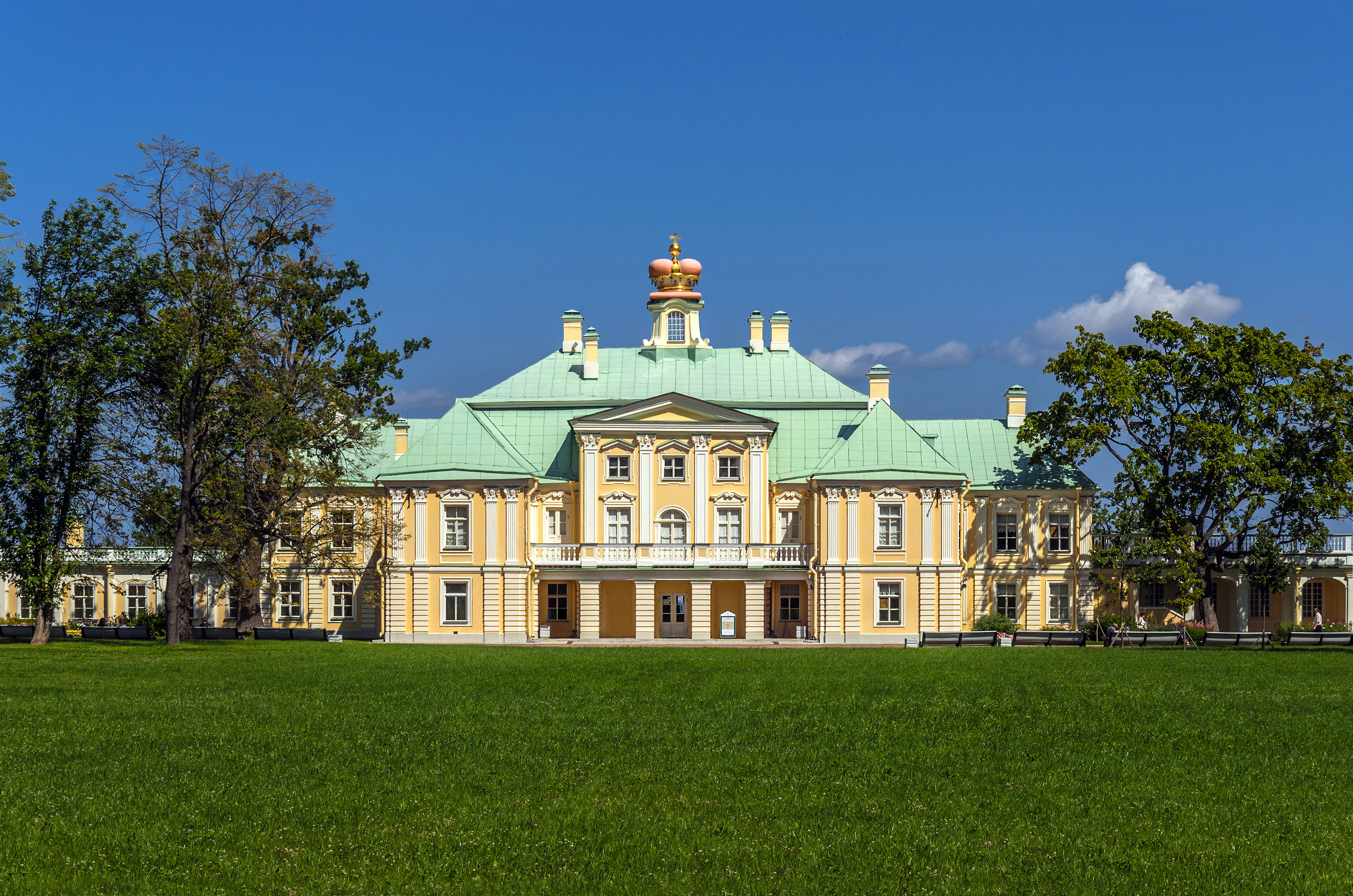
Facciata sud.

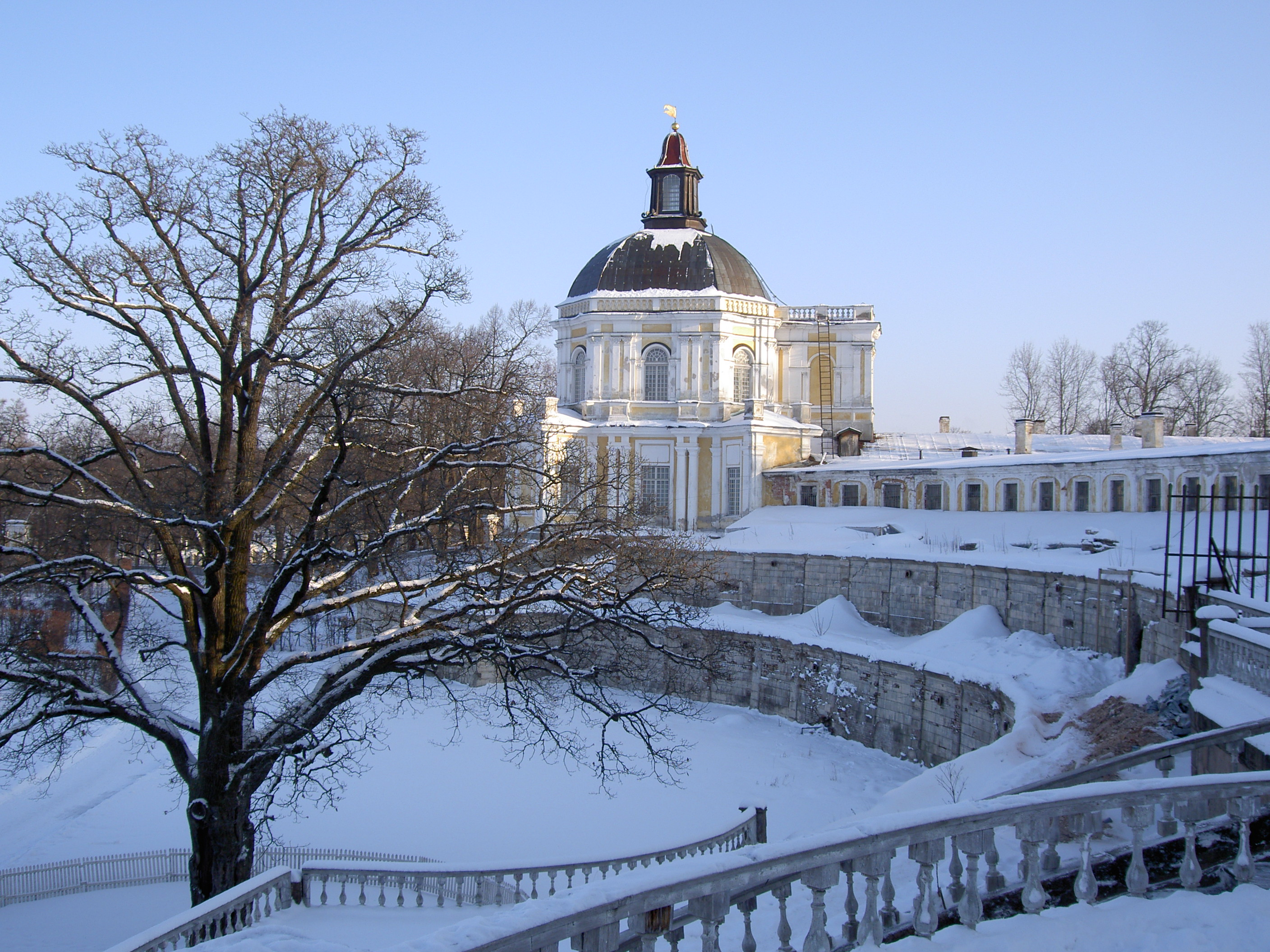
Veduta delle terrazze del Parco.

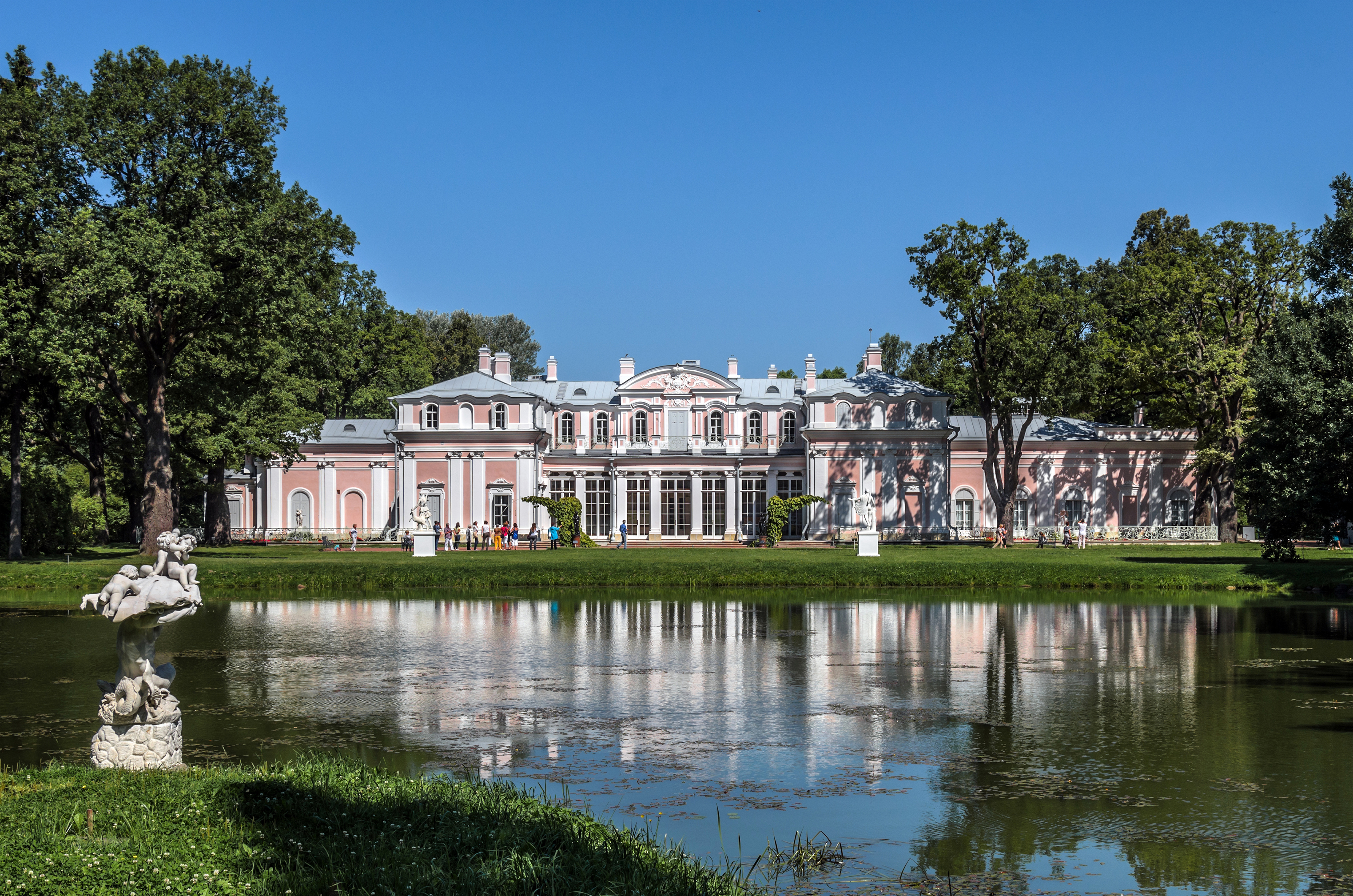
Il Palazzo Cinese.

Nel 1707, quattro anni dopo che la fondazione di San Pietroburgo, Pietro il Grande assegnò i terreni vicino alla costa al suo braccio destro, Aleksandr Danilovič Menšikov, che incaricò gli architetti Giovanni Maria Fontana e Gottfried Schädel di costruirgli una residenza: in diciassette anni, dal 1710 al 1727 eressero il "Palazzo Menshikov", da non confondersi con l'omonimo a San Pietroburgo, opera degli stessi architetti. La parte centrale del palazzo è collegata da due gallerie con i padiglioni a cupola, il Padiglione Giapponese ed il Padiglione della Chiesa.
Menshikov perse i favori della Corte subito dopo la morte di Pietro e morì in esilio, ed il palazzo restò alla famiglia dello zar. Nel 1743 Oranienbaum si trasformò nella residenza estiva del granduca Pëtr Fedorovič, erede dell'imperatrice Elisabetta I di Russia e futuro imperatore Pietro III: durante gli ultimi dieci anni del regno di Elisabetta, Bartolomeo Rastrelli ricostruì il Gran Palazzo aggiungendovi decorazioni.

## Il Parco alla francese

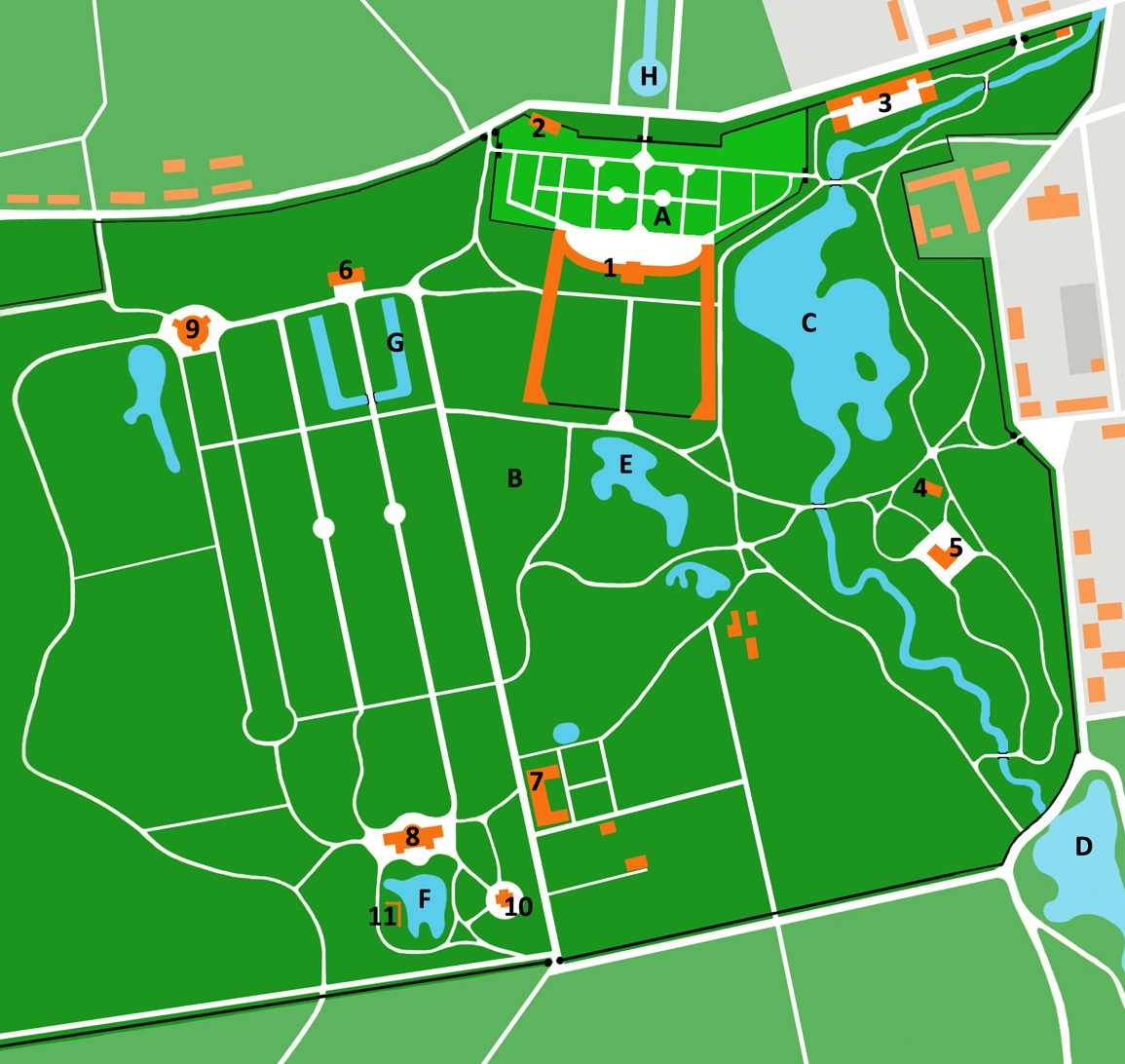
Pianta della reggia

Il complesso sorge al centro di un vasto parco alla francese, con parti all'inglese. Si compone del Giardino Inferiore, nella parte meridionale, dove delle terrazze degradano dal palazzo con delle scalinate fino al canale, asse principale che conduce al Golfo di Finlandia, imitazione di quello progettato da Pietro il Grande per la sua residenza a Peterhof. È decorato con fontane e sculture, ponti e padiglioni. Il Giardino Superiore, sorge nel lato nord. I giardini vennero realizzati nello stesso periodo, ma quello Superiore fu ripiantumato fra il 1750 e il 1770.
Dalla pianta si possono vedere:
A: giardino inferiore; B: parco superiore; C, D, E, F, G, H: stagni; 1: Palazzo Menshikov; 2: galleria di fotografie; 3: appartamenti secondari; 4: cancelli d'onore della fortezza di Peterstadt; 5: palazzo di Pietro III; 6: Sala di pietra; 7: stalle; 8: palazzo cinese; 9: padiglione Katalnaya Gorka; 10: padiglione cucina cinese; 11: pergola.

## I padiglioni
Dal 1756 al 1762, l'architetto Antonio Rinaldi costruì la fortezza di Peterstadt sulla sponda del fiume Karost per il granduca Pietro: divenuta imperatrice la moglie di questi, l'imperatrice Caterina II gli ordinò la costruzione della residenza chiamata "La mia casa di campagna". Per quello scopo Rinaldi costruì vari padiglioni:
- Il Palazzo Cinese (1762-1768), un misto di architettura barocca motivi cinesi e classici, con interni sfarzosamente decorati da boiserie e soffitti dipinti da Giambattista Pittoni, Stefano Torelli, i fratelli Serafino e Giuseppe Gioacchino Barozzi e artisti di Scuola veneziana, sui temi delle cineserie.
- Il Padiglione di Katalnaya Gorka (delle "montagne russe") (1762-1774), un complesso padiglione a cupola con ricchi interni, con interventi di Serafino Barozzi.
- Il Padiglione Kamennoe Zalo (la Sala di Pietra)
- L'Arco di trionfo coronato da una guglia.

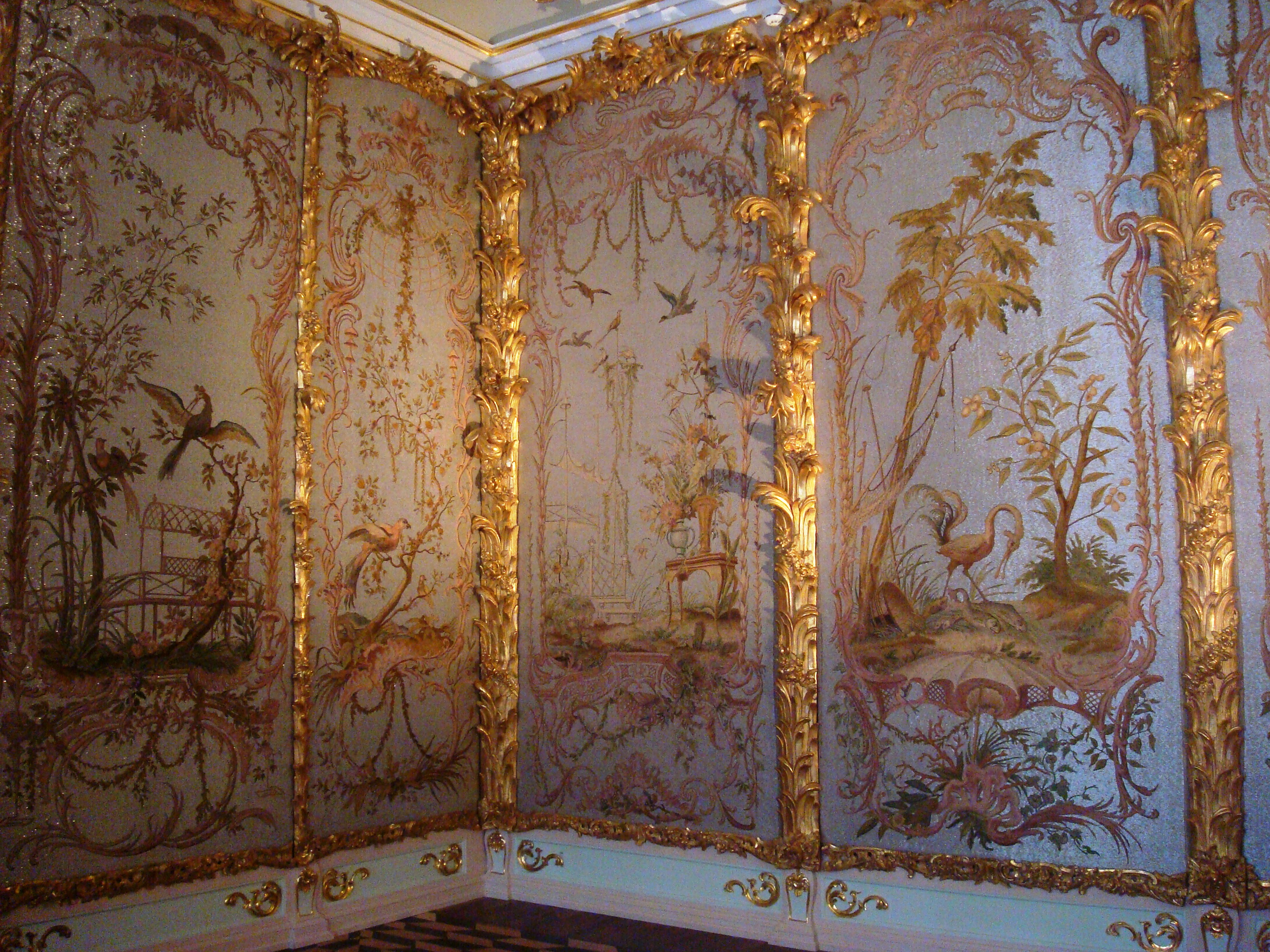
Le boiserie del Palazzo Cinese.
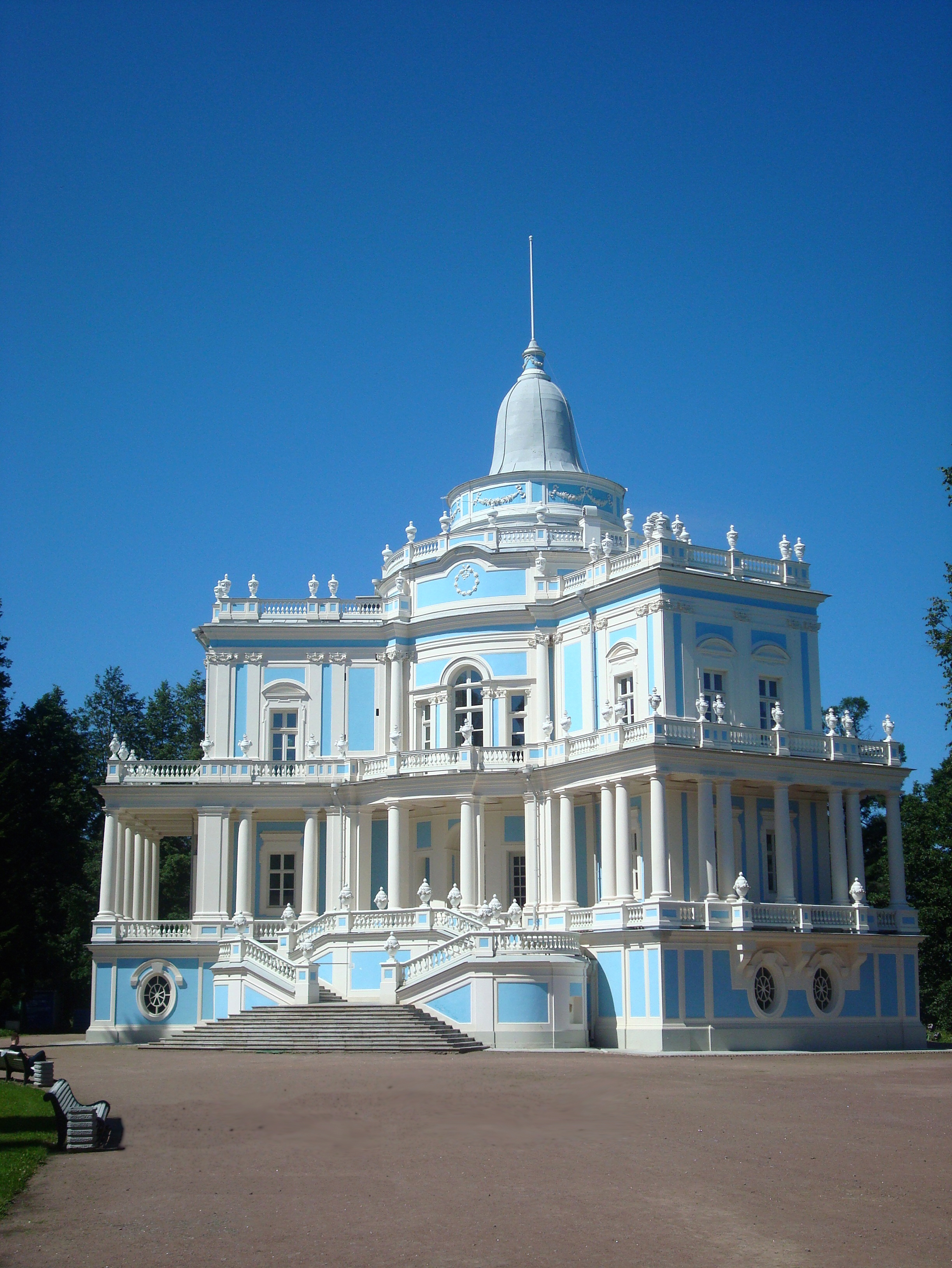
Il Padiglione di Katalnaya Gorka.
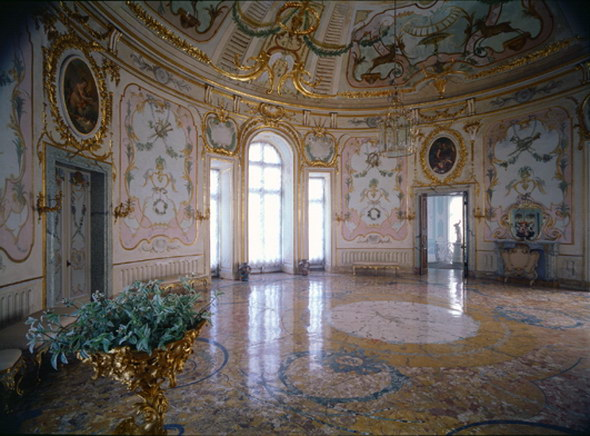
L'interno del Padiglione di Katalnaya Gorka.
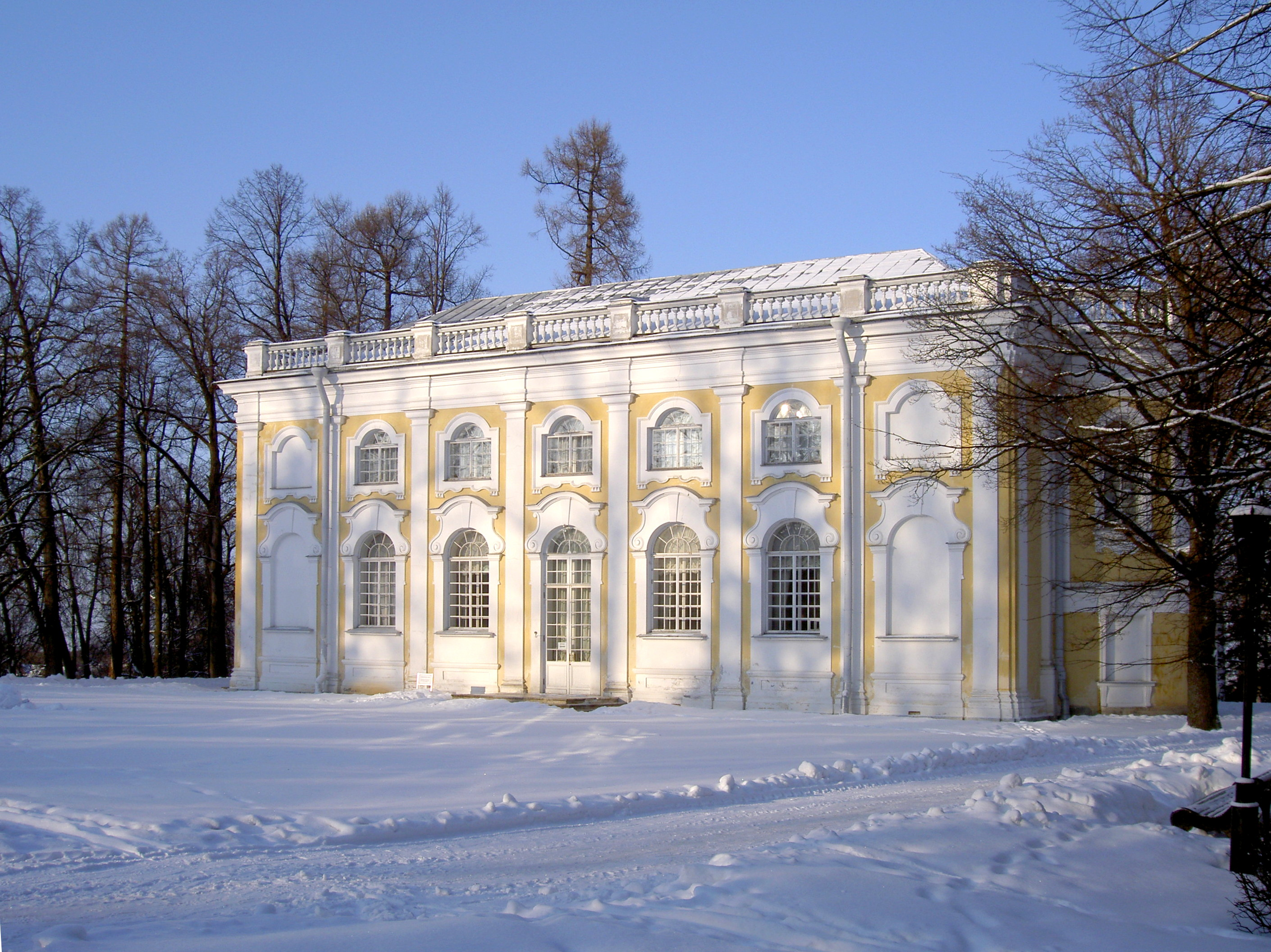
La Sala di Pietra.
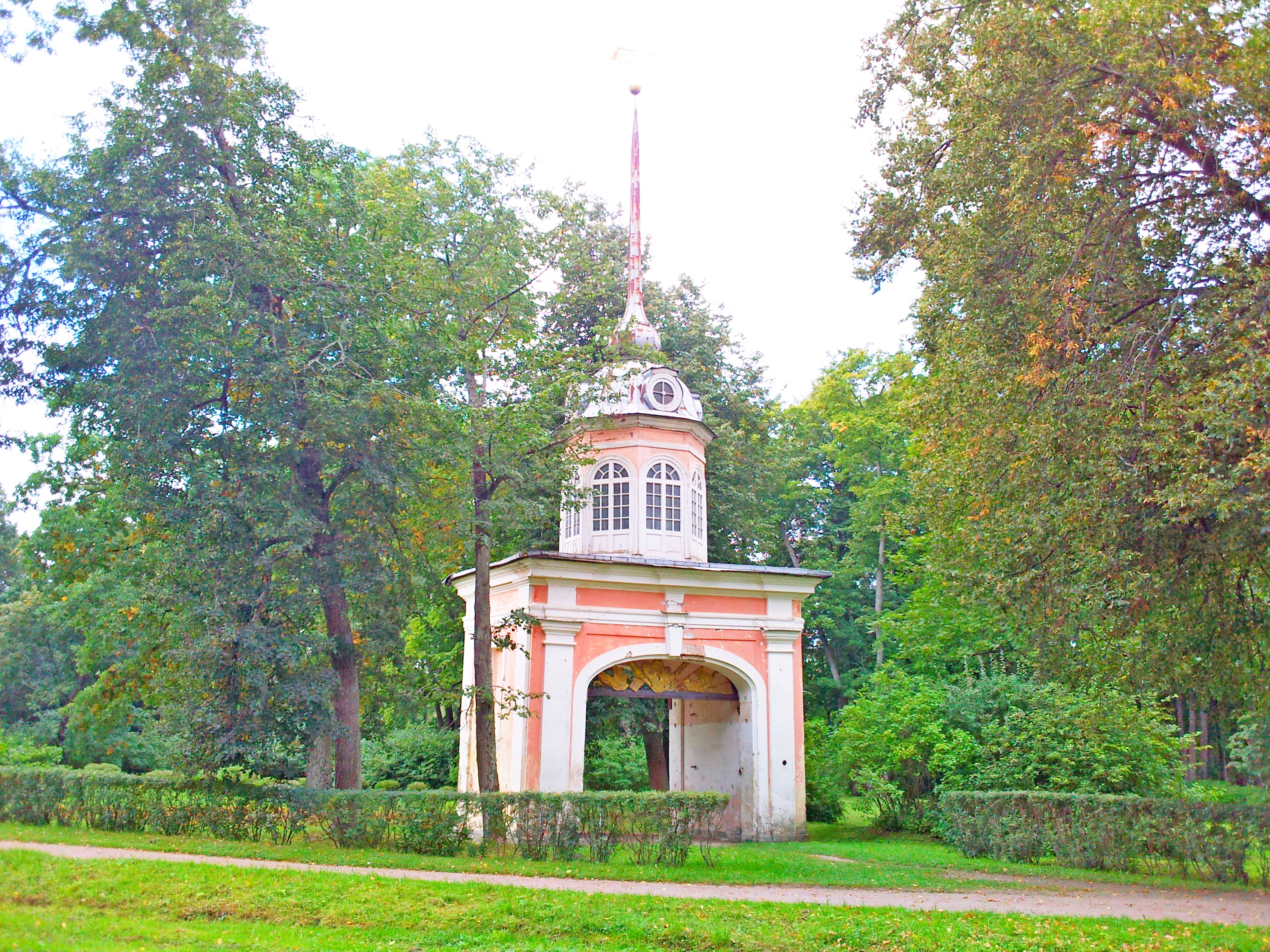
L'Arco di Trionfo.